# Бруханський Борис Павлович
Бруханський Борис Павлович (23.07.1871, містечко Стара Синява, Літинського повіту Подільської губернії, нині смт Хмельницької області — 12.09.1943, м. Баку, Азербайджанська РСР, нині Республіка Азербайджан) — педіатр, доктор медицини (1918), професор.

## Життєпис
Народився в родині землеміра. В дитячі роки переїхав з родиною до Москви, навчався у Московській гімназії. У 1893 р. Б. П. Бруханський вступив на медичний факультет Московського університету, який успішно закінчив у 1898 р. Впродовж 1898—1901 рр. проходив стажування в ординатурі клініки педіатра проф. Н. Ф. Філатова, після закінчення якої переїхав до Саратова. Тут він упродовж 28 років працював завідувачем 1-ї Саратовської дитячій лікарні. Майже з перших днів свого перебування в Саратові працював також на посаді завідувача земським Саратовським притулком для підкидьків на базі Олександрівської лікарні. Спостерігаючи величезну дитячу захворюваність і смертність від шлунково-кишкових захворювань, він організував в Саратові у 1902 р. Товариство боротьби з дитячою смертністю і відкрив в різних районах міста пункти консультативної допомоги матерям немовлят. Крім того, Б. П. Бруханський організував видачу молока з центральної молочної кухні при дитячій лікарні.
З 1903 р. Борис Павлович з метою підвищення кваліфікації щорічно перебував у закордонних відрядженнях, звідки залучав нові оригінальні ідеї і втілював їх у життя в дитячій лікарні. За кордоном він працював у видатних вчених-педіатрів. Робота в закордонних клініках і лабораторіях давала можливість Б. П. Бруханському побачити найновіші досягнення медичної науки в європейських країнах, а власні спостереження, праці і дослідження привели його до наукових висновків, які відіграли величезну роль у лікуванні дитячих хвороб в Росії. Таким чином, медична допомога в лікарні надавалася згідно останніх наукових досліджень кращих медичних закладів Європи і в тісному зв'язку з останніми науковими розробками в галузі педіатрії.
У 1912 р. в Саратові завдяки Б. П. Бруханському було відкрито інфекційне відділення першої дитячої лікарні, а у 1914 р. школу, яка готувала молодший медичний персонал (нянь) для дитячих лікувальних закладів. У 1918 р. Б. П. Бруханський брав активну участь в створенні Саратовського губернського відділу охорони материнства і дитинства, упродовж багатьох років був незмінним його консультантом. Під керівництвом Б. П. Бруханського була створена мережа дитячих медичних закладів Саратовської губернії. Він одним із перших в Росії відкрив в Саратові дитячу консультацію і молочну кухню, розробив новий метод лікування гострих кишкових розладів у дітей за допомогою кисломолочних сумішей.
У 1915 р. Б. П. Бруханський успішно склав докторантські іспити, а у 1918 р. захистив дисертацію на ступінь доктора медицини на тему: «К вопросу об этиологии и терапии слизисто-кровавых поносов у детей».
Протягом 1919—1929 рр. Б. П. Бруханський — викладач кафедри дитячих інфекційних хвороб медичного факультету Саратовського університету. У 1919 р. він за пропозицією медичного факультету Саратовського університету відкрив клініку інфекційних хвороб дитячого віку і розпочав викладання курсу лекцій студентам 5 курсу з цієї дисципліни. У 1922 р. доктор Б. П. Бруханський отримав звання приват-доцента і вів курс дитячих інфекційних хвороб як самостійний викладач (доцент) до свого від'їзду із Саратова у лютому 1929 р. У 1926 р. у зв'язку з 25-річним ювілеєм професора Б. П. Бруханського, у зв'язку з його лікарсько-педагогічною і науково-громадською діяльністю, Саратовській дитячій інфекційній лікарні було присвоєно його ім'я.
Б. П. Бруханський проводив активну громадську діяльність. У 1920-х рр. він був головою наукової конференції лікарів Саратовської дитячої інфекційної клініки, дитячої лікарні та Будинку охорони дитини, заступником голови Товариства дитячої медицини та Товариства оториноларингологів, заступником голови наукової асоціації лікарів при Саратовському Губвідділі спілки «Медсантруд», членом наукової вакцинально-сироваткової комісії, почесним членом Товариства невропатологів і психіатрів, клінічним шефом дитячого туберкульозного диспансеру та ін..
Наприкінці 1928 р. Б. П. Бруханский був обраний і затверджений професором кафедри дитячих хвороб медичного факультету Північно-Кавказького державного університету в Ростові-на-Дону, але переїхав сюди на роботу лише у лютому 1929 р. У Ростові-на-Дону він приймав активну участь в організації Інституту охорони материнства та дитинства.
У 1930 р. він був запрошений Народним комісаріатом охорони здоров'я Азербайджанської РСР на кафедру дитячих хвороби Бакинського медичного інституту. Одночасно був директором Азербайджанського науково-дослідного Інституту охорони материнства та дитинства. Під час роботи у Баку побачили світ його праці: «Как уберечь детей от поносов» (1935), «Хлоротерапия и хлоропрофилактика ревматизма» (1936), «Токсический полиневрит в раннем детском возрасте» (1937).
У вересні 1936 р. у зв'язку з хворобою серця, Б. П. Бруханський переїхав до Вінниці, де очолив кафедру дитячих хвороб Вінницького медичного інституту. У Вінниці він заснував Товариство дитячих лікарів і штаб боротьби з дитячими проносами, був головою секції Вченої ради Вінницького відділу охорони здоров'я, проводив велику суспільну і санітарно-просвітницьку роботу у всіх районах області. Перебуваючи у Вінниці, Б. П. Бруханський був активним учасником наукових конференцій з питань педіатрії. Під час роботи у Вінницькому медичному інституті побачили світ статті Б. П. Бруханського «Поради матерям» (1937), «Грип у дитячому віці» (1938), «Кір і боротьба з ним» (1938), «Як уберегти дітей від поносів» (1938), «Простокваша, як лікувальний і профілактичний засіб в справі боротьби з літніми дитячими проносами» (1939), «О прогнозе ревматизма у детей» (1940), «Сальварсанотерапия септической скарлатины» (1940).
29 березня 1941 р. у Вінницькому медичному інституті відбулося урочисте засідання, присвячене 40-річчю лікарської, наукової і педагогічної діяльності Б. П. Бруханського. На засіданні основні віхи життя та діяльності вченого висвітлив доцент Н. А. Цукерман. Дирекція Вінницького медичного інституту виступила з клопотанням про присвоєння Б. П. Бруханському звання заслуженого діяча науки УРСР.
В липні 1941 р. у зв'язку з наступом військ фашистської Німеччини на Вінницю Б. П. Бруханський переїхав у Ростов-на-Дону, а в жовтні 1941 р. — в Баку. Тут йому була запропонована робота завідувача дитячим інфекційним сектором лікарні імені Семашка, у якій він був одночасно науковим керівником. Пішов із життя 12 вересня 1943 р. після тривалої важкої хвороби у м. Баку.

## Наукова та лікарська діяльність
Значну увагу Б. П. Бруханський звертав на лікування і профілактику дитячих проносів. Вже з другого року перебування в Саратові (1902), він з метою профілактики організував Товариство боротьби з дитячою смертністю. Метою цього товариства було надання консультативної допомога матерям щодо годування і виховання дітей грудного віку. При цьому була організована видача в літній період дітям з бідних сімей якісного стерилізованого молока. Було відкрито п'ять пунктів для видачі молока, центральною молочною кухнею була Саратовська дитяча лікарня, де молоко готувалося під особистим контролем Б. П. Бруханського. Таким чином, на початку ХХ століття в Саратові зародилася організація з охорони здоров'я дітей, яка згодом перетворилася у відділ охорони материнства і дитинства.
В галузі лікування шлунково-кишкових захворювань Б. П. Бруханський шукав нові шляхи в боротьбі з цими недугами, зробив вагомий внесок у дослідження цього напряму дитячої медицини. Б. П. Бруханський розробив етіологію слизово-кривавих проносів у дітей, встановив форми збудників цих захворювань. Монографію, присвячену цій проблемі, він опублікував у 1924 р. В результаті проведених досліджень він розробив новий метод лікування — бактеріотерапію у вигляді лактобациліна.
У 1920-х роках Б. П. Бруханський займався пошуком нових лікувальних засобів скарлатини. Він розробив і втілив у практику нові методи протеїнотерапії, а також неосальварсанотерапії, аутовакцинотерапії та вакцинотерапії. Крім того, у 1926 р. він проводив лікування скарлатини сироваткою реконвалесцентів і розробив новий метод терапії цієї хвороби американським препаратом — Меркурхромом.
Під час лікуванні скарлатинозних нефрозонефритів Б. П. Бруханський перший запропонував виключно вуглеводну дієту (цукор, цукерки, мед) з переходом на вуглеводно-жирову. В результаті вдалося в кілька разів зменшити ризик розвитку уремії, яка досить часто зустрічалася при молочній дієті. Для терапії скарлатинозних ангін і лімфаденітів Б. П. Бруханський запропонував лікування за методом О. М. Безредки.
Б. П. Бруханський був активним прихильником вакцинації за Габричевським під час хвороби на скарлатину. У 1925 р. за його участю при Саратовському Губернському відділі охорони здоров'я була організована наукова вакцинально-сироваткова комісія, на яку було покладено завдання боротьби зі скарлатиною, епідемія якої значно активізувалася в 1920-ті роки. За рік комісією була проведена величезна робота з вакцинації дітей проти скарлатини. В цій роботі Б. П. Бруханський брав активну участь.
Б. П. Бруханський перший в Саратові ввів у дитячу практику промивання шлунку і відмовився від застосування всіх в'яжучих, антисептичних і наркотичних засобів при шлунково-кишкових захворюваннях.
Під час лікування хірургічного туберкульозу Б. П. Бруханський одним з перших застосував геліотерапію. Цьому методу лікування він надавав великого значення. Вивчаючи досвід застосування геліотерапевтичних методів лікування в санаторіях Європи (Ніцца, Лейзен), Б. П. Бруханський запропонував використовувати сонячні ванни для лікування туберкульозу у дітей. Цей метод фізичного лікування він почав застосовувати ще з 1906 р. За ініціативи Б. П. Бруханського при дитячій лікарні з цією метою був побудований невеликий солярій. Вчений надавав перевагу природним методам лікування, медикаментозні засоби він використовував лише в найскладніших випадках.
Велику увагу Б. П. Бруханський приділяв вивченню малярії, особливо так званої вродженої. При лікуванні малярії він дотримувався способу дозування не за віком, а за вагою пацієнта. Б. П. Бруханський запропонував своєрідну теорію вродженої малярії. Він поділяв малярію на власне врождену і пологову. Під власне вродженою малярією він розумів хворобу, отриману в утробі матері, під пологовою — отриману під час пологів. Перша форма, на його думку, може спостерігатися лише при захворюванні плаценти, друга — при патологічних чи важких пологах. Власне вроджена малярія характеризується збільшеною селезінкою при народженні і нападами, які з'являються через кілька днів після народження, пологова — появою нападів через кілька тижнів після народження і нормальними розмірами селезінки.
Професор Б. П. Бруханський залишив після себе понад 40 наукових праць, які присвячені питанням діагностики і лікування шлунково-кишкових захворювань, скарлатини, дифтерії, ревматизму та малярії у дітей.

## Праці
1. Бруханский Б. П. К вопросу о призрении внебрачных и бесприютных детей / Б. П. Бруханский.  – Саратов: Тип. губ. земства, 1909. — 90 с.
2.  Бруханский Б. П. К вопросу о призрении детей в России / Б. П. Бруханский. — Саратов: Тип. губ. земства, 1914. — 33 с.
3.  Бруханский Б. П. Борьба с детской смертностю в России и роль попечительства об охране материнства и младенчества в этой борьбе: [докл., читан. 30 авг. 1916 г. в заседании Врачеб.-техн. Комис. Сов. Попечительства об охране материнства и мланчества] / Б. П. Бруханский. — Петроград: Всерос. попечительство об охране материнства и младенчества, 1916. — 40 с.
4. Бруханский Б. П. К вопросу об этиологии и терапии слизисто-кровавых поносов у детей / Б. П. Бруханский. — Саратов: [б. и.], 1924. — 68 с.
5. Бруханский Б. П. Роль педиатра при выборе профессии и видов труда / Б. П. Бруханский. — Саратов: Сарполиграфпром, 1925 — 20 с.
6. Бруханский Б. П. Как уберечь детей от поносов / Б. П. Бруханский. — Баку: Азернешр, 1935. — 16 с.
7. Бруханский Б. П. Токсический полиневрит в раннем детском возрасте / Б. П. Бруханский, А. З. Фейзуллаев // Педиатрия. — 1937. — № 3. — С. 90–93.
8. Бруханський Б. П. Поради матерям / Б. П. Бруханський // Більшовиц. правда. — 1937. — 27 трав. (№ 119). — С. 4.
9. Бруханський Б. П. Як уберегти дітей від поносів / Б. П. Бруханський // Більшовиц. правда. — 1938. — 5 серп. (№ 179). — С. 3–4.
10. Бруханський Б. П. Грип у дитячому віці / Б. П. Бруханський // Більшовиц. правда. — 1938. — 8 квіт. (№ 80). — С. 4.
11. Бруханський Б. П. Кір і боротьба з ним / Б. П. Бруханський // Більшовиц. правда. — 1938. — 26 лют. (№ 46). — С. 4.
12. Бруханський Б. П. Простокваша, як лікувальний і профілактичний засіб в справі боротьби з літніми дитячими проносами // Більшовиц. правда. — 1939. — 28 серп. (№ 198). — С. 4.
13. Бруханский Б. П. Сальварсанотерапия септической скарлатины / Б. П. Бруханский, Н. А. Цукерман, Э. И. Каминский // Советская медицина. — 1940. — № 21. — С. 15–16.
14. Бруханский Б. П. О прогнозе ревматизма у детей / Б. П. Бруханский // Педиатрия. — 1940. — № 6. — С. 3–7.